# Chráněná krajinná oblast Třeboňsko

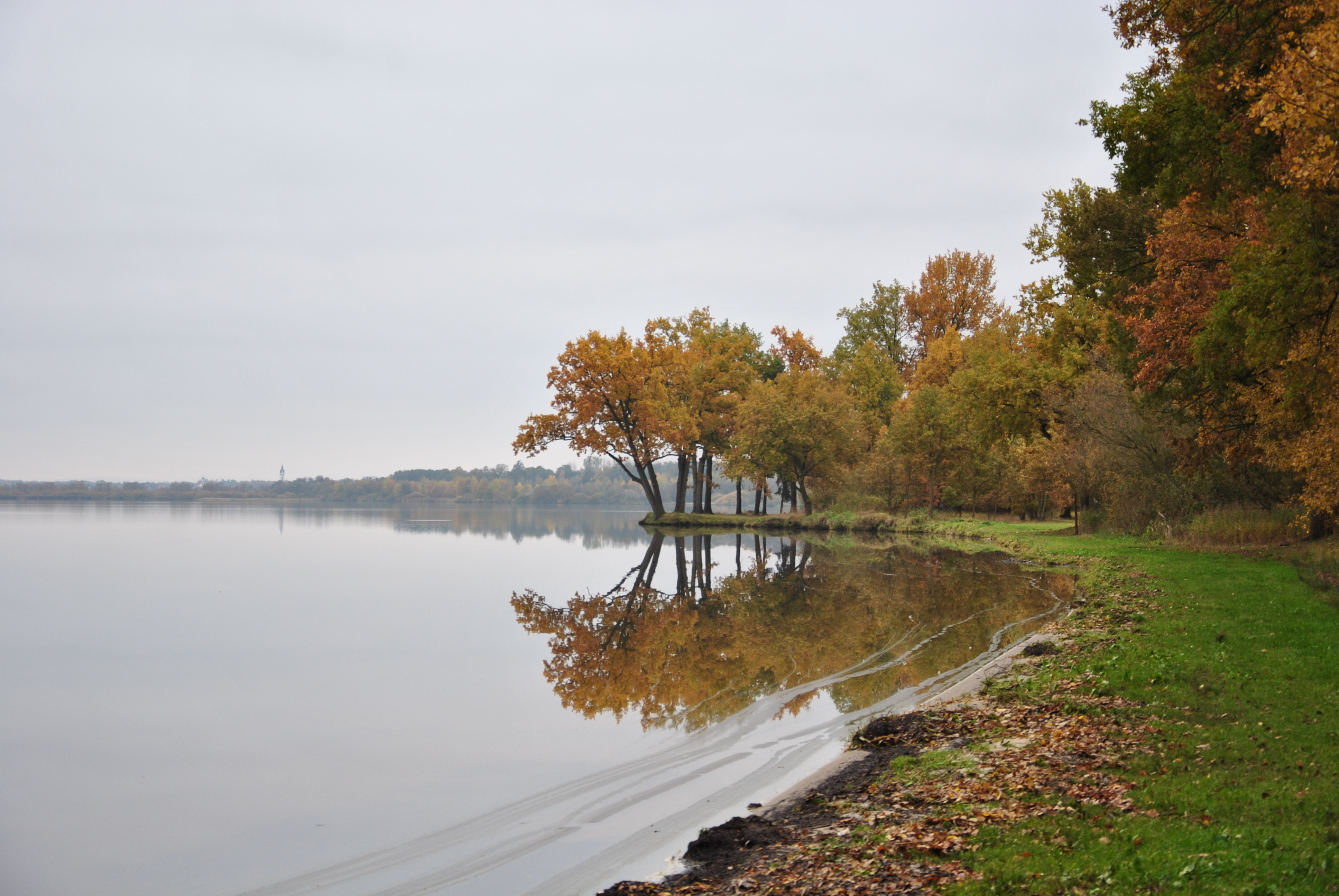
Rybník Rožmberk

Chráněná krajinná oblast Třeboňsko (CHKO Třeboňsko) je chráněná krajinná oblast v Česku. Vyhlášena byla 14. března 1980. Správa CHKO sídlí v Třeboni, kde se nachází i Dům přírody. Rozloha CHKO činí 687 km², nadmořská výška se pohybuje v rozmezí 406 až 541 metrů, nejvyšším bodem je kóta východně od Mirochova.
CHKO Třeboňsko se rozkládá na jihovýchodní části České republiky na hranici s Rakouskem v ploché, rovinaté krajině. Území bylo nejprve v roce 1977 zařazeno mezi biosférické rezervace UNESCO v rámci programu Člověk a biosféra a poté, v roce 1980, bylo vyhlášeno chráněnou krajinnou oblastí. Jedná se o příklad ochrany kulturní krajiny výrazně pozměněné člověkem, která má přesto významnou ochranářskou hodnotu. Třeboňsko je také ptačí oblastí a významným ptačím územím.
Nejcennější lokality jsou chráněny v rámci 33 přírodních rezervací a památek, z toho má 5 území status národní přírodní rezervace. Přestože je tato krajina dlouhodobě kultivována člověkem, zachovala se zde mimořádně cenná vegetace. Na utváření krajiny se člověk podílel zejména úpravami vodních poměrů původní močálovité krajiny. Výsledkem je důmyslná síť umělých stok a velké množství rybníků, díky kterým je Třeboňsko považováno za centrum českého rybníkářství.

## Zemědělství a průmysl
Třeboňsko má převážně zemědělský charakter. Pěstují se zde obiloviny, olejniny a pícniny, významná je též produkce brambor a chová se zde především skot a prasata. Dlouholetou tradici má v kraji rybníkářství a také lesnictví. Těží se zde písek v oblasti Suchdolska a následně se zde i zpracovává, také se zde na některých místech těží rašelina.

## Historie

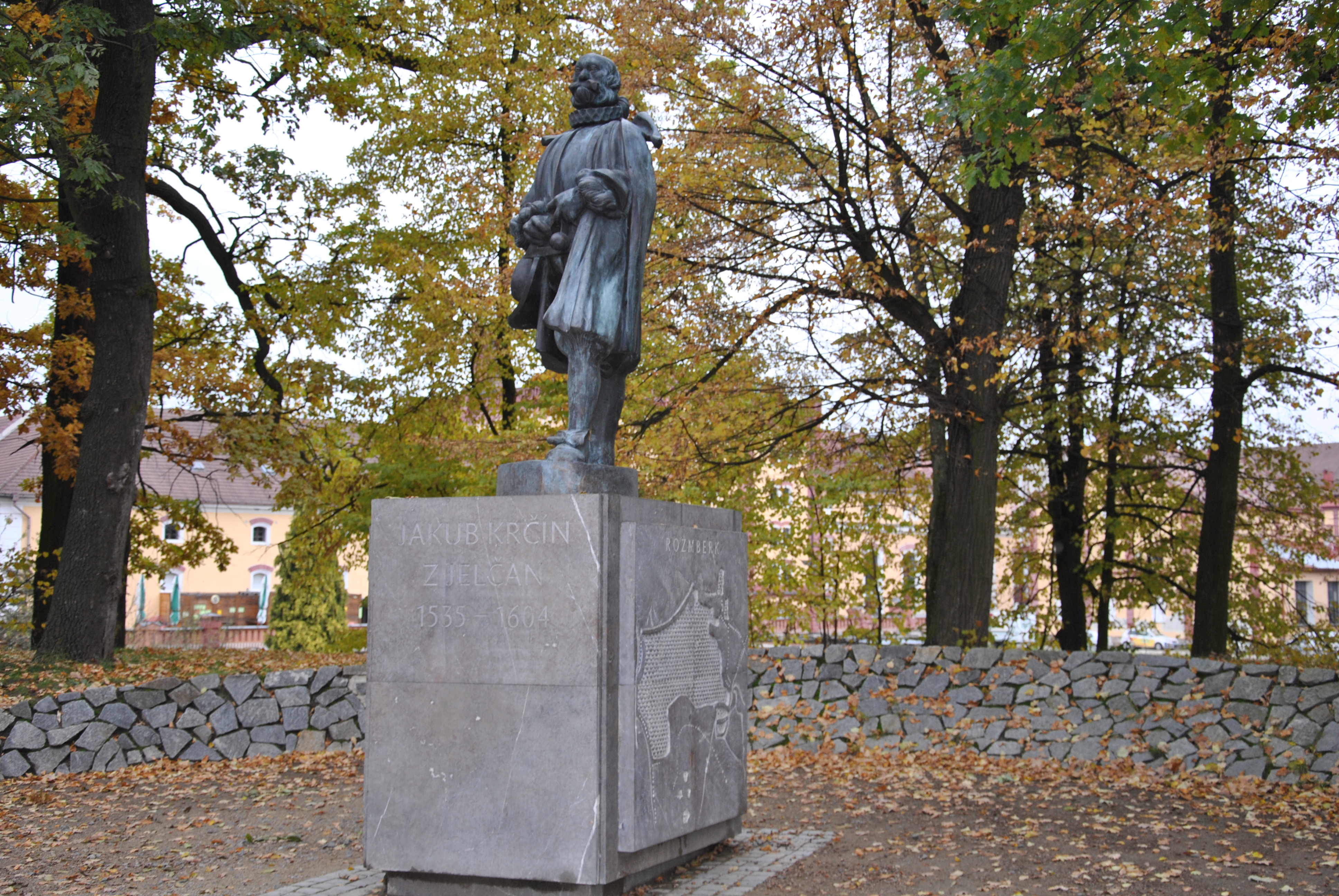
Jakub Krčín

První zmínky o osídlení oblasti pocházejí z 12. století, kdy zde vznikla malá osada (Vítkův Luh), kterou získal Vítek z Prčic. Z této osady později vzniklo město Třeboň. Další významné století pro Třeboňsko je 14. století, kdy se vlastníky Třeboně stali Rožmberkové a Třeboni bylo uděleno právo měst královských. V té době začaly být zakládány první rybníky. Výrazný rozvoj rybníkářství nastal v 15. století za vlády Petra IV., pro kterého sloužil Josef Štěpánek Netolický, který jako první vložil do budování rybniční systém a jehož nejslavnější konstrukcí je umělý kanál Zlatá stoka.
Největšího rozkvětu dosáhlo Třeboňsko v 16. a na začátku 17. století za vlády posledních Rožmberků, bratrů Viléma z Rožmberka (1535 – 1592) a Petra Voka z Rožmberka (1539 – 1611). Za jejich vlády regent třeboňského panství, Jakub Krčín z Jelčan, vybudoval kromě četných rybníků také vrchnostenské pivovary, zemědělské dvory a ovčíny, panské mlýny či sklářské hutě.
Poté v době třicetileté války zažilo město několik vojenských útoků, potom co z města odešla anglická posádka a na celém panství vznikly značné škody. Další ranou byla velká morová epidemie v roce 1640. Až v druhé polovině 17. století, za vlády Schwarzenbergů, se začalo město vzpamatovávat z válečných ran a z četných požárů, které zde vypukly. Rod Schwarzenbergů působil na třeboňském panství až do 2. světové války.
V současnosti se na Třeboňsku díky důmyslným krajinářským a vodohospodářským úpravám zachovala spousta přírodních i technických památek, například rybniční soustavy.

## Příroda v CHKO

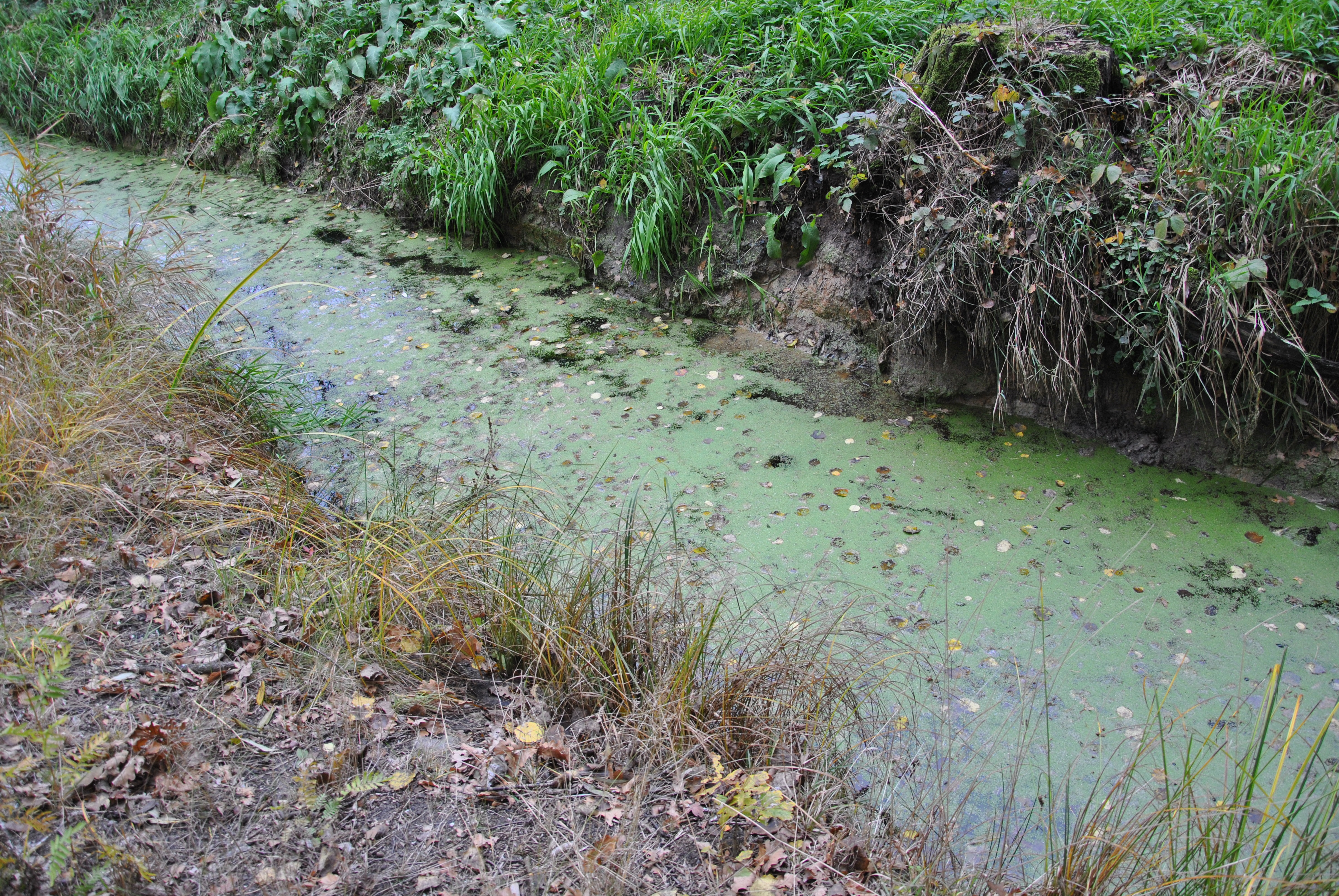
Mokřady

Třeboňsko vyniká neobyčejnou pestrostí biotopů. K nejcennějším biotopům Třeboňska patří tzv. přechodová rašeliniště, která se vyznačují vzácnými společenstvy rostlin a na ně navazujícími druhy bezobratlých živočichů. Druhová pestrost souvisí s rozmanitostí přírody, která je zde opravdu veliká. Najdeme zde kromě přechodných rašelinišť také rozsáhlé jehličnaté a listnaté lesy, zbytky lužních lesů, teplé stepní lokality, mokřadní louky a rybníky, které jsou evropsky významné z hlediska výskytu vodních ptáků.

### Flora
Roste zde okolo 400 druhů rostlin, z nichž celkem 104 druhů patří mezi chráněné; z toho 35 ohrožených druhů, 34 silně ohrožených druhů a 34 kriticky ohrožených druhů. V lesích roste hlavně borovice lesní a borovice blatka, rojovník bahenní, kopytník evropský, lilie zlatohlavá, vzácná vratička měsíční, hvozdík pyšný, černýš hajní, ďáblík bahenní, kapraď hřebenitá nebo kapradiník bažinný. Na loukách roste celá řada druhů, které se v současnosti vyskytují už jen málo a hrozí jim úplné vyhubení. K nim patří například vstavač kukačka, hlízovec Loeselův, blatouch bahenní či hrotnosemenka bílá. Rašelinné louky se také vyznačují výskytem hmyzožravých rosnatek okrouhlolistých a také dlouholistých a prostředních. Na území rašeliny také nalezneme vzácné druhy mechů, například rašeliník tupolistý anebo plstnatec rašelinný. Typické jsou také rostliny z čeledi vřesovcovitých – rojovník bahenní, vlochyně bahenní, brusinka obecná či klikva žoravina.
Mnoho vzácných druhů se také vyskytuje mezi rostlinami stojatých a tekoucích vod, například vzácný stulík malý, dále stulík žlutý či leknín bílý a také rdest alpský, který patří do kategorie silně ohrožených druhů.

### Fauna

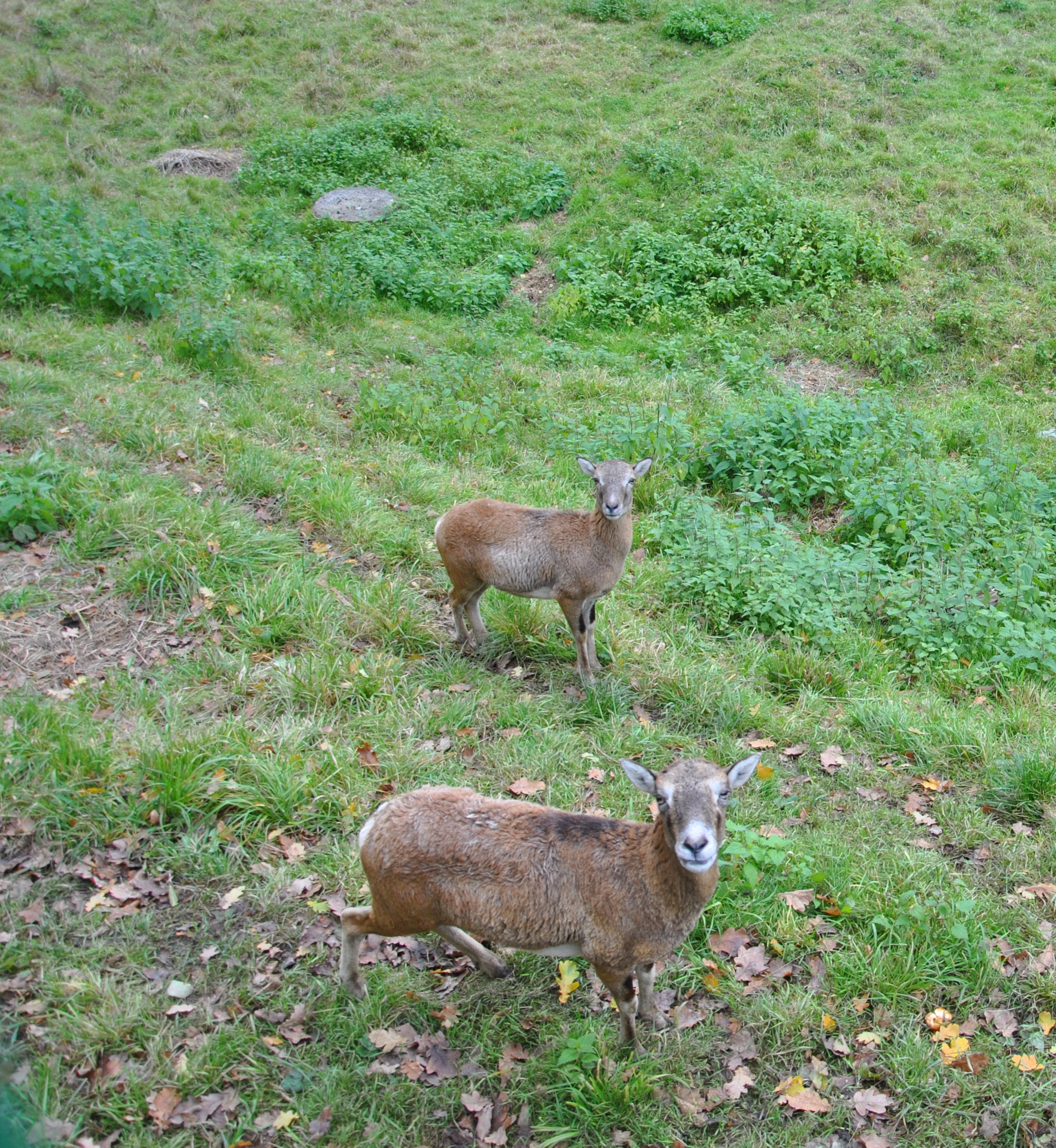
Fauna

Díky rozsáhlým rybníkům, močálům nebo mokřadům je zde spousta vodních ptáků jako hohol severní, husa velká, labuť, bukač velký, kvakoš noční, volavka popelavá, orel mořský, volavka červená, volavka bílá, čejka, čáp bílý, sluka otavní a další druhy. Včetně vodních zde bylo nalezeno celkem 280 druhů ptáků z toho také osm druhů sov jako je například výr velký, sýc rousný a kulíšek nejmenší.

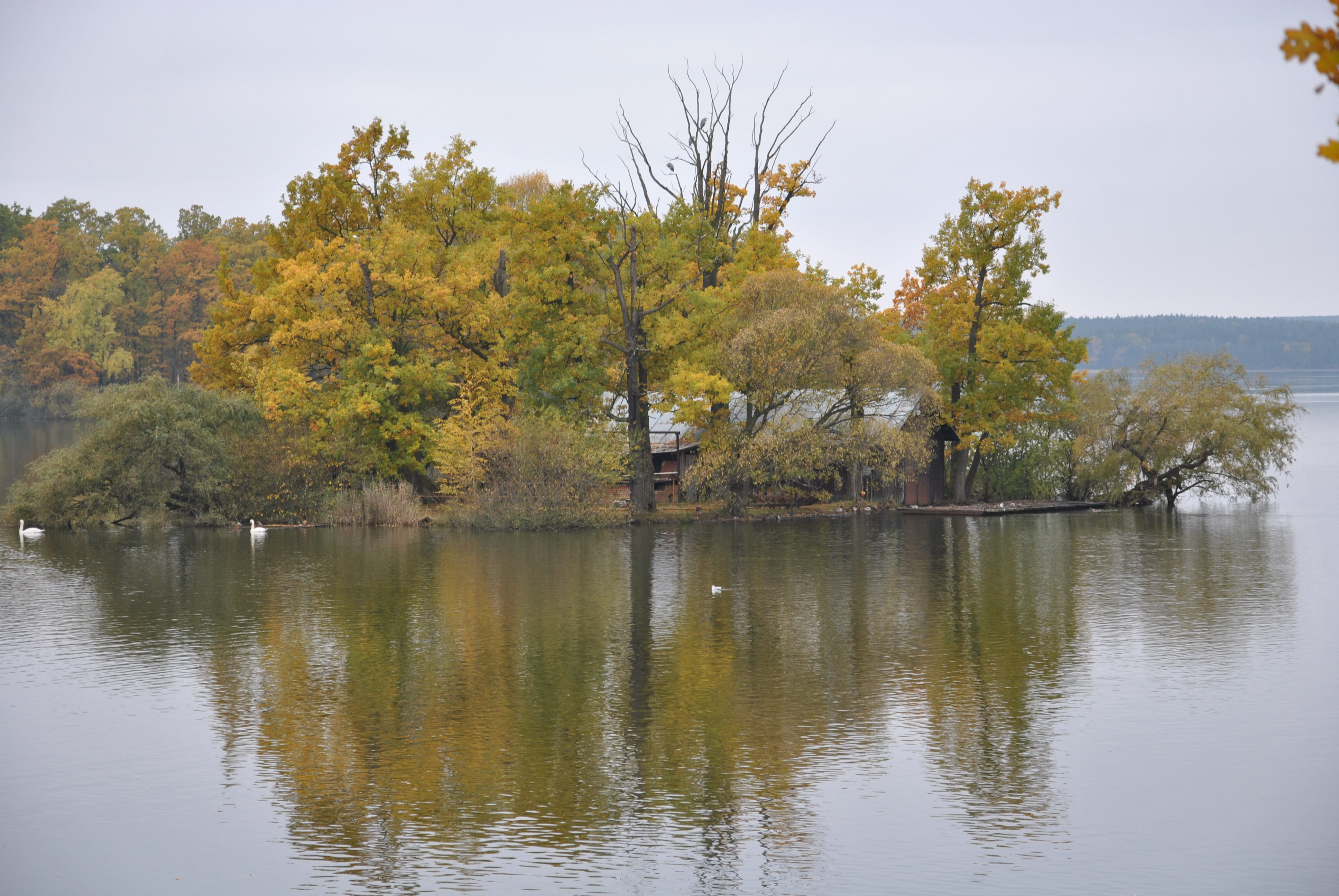
Labutě

Vyskytuje se zde okolo 50 druhů savců. Vzácným druhem je chráněná vydra říční. Vyskytuje se zde dokonce i los evropský, který se sem dostal při migraci z Polska.
Žije zde relativně málo druhů plazů. Nejohroženějším druhem je užovka hladká. Typickým druhem, který se zde vyskytuje, je zmije obecná a slepýš obecný. Díky vodním ekosystémům se zde vyskytuje poměrně hojný počet obojživelníků. Celkem se jich tu vyskytuje 12 druhů a mezi nejvzácnější patří ropucha krátkonohá, čolek velký a kuňka ohnivá.

## Oblasti CHKO
CHKO má čtyři národní přírodní rezervace (NPR Velký a Malý Tisý u Lomnice nad Lužnicí, Stará a Nová řeka nedaleko Třeboně, NPR Červené blato a NPR Žofínka a dvě národní přírodní památky (NPP Ruda na jižním břehu Horusického rybníka a NPP Vizír poblíž Hamru).
Nachází se zde zřízeny i přírodní rezervace, jako PR Bukové kopce nedaleko Chlumu u Třeboně, PR Horní Lužnice na horním toku Lužnice u Dvorů nad Lužnicí, PR Písečný přesyp u Vlkova nedaleko Veselí nad Lužnicí nebo PR Záblatské louky nedaleko Záblatí u Ponědraže.

### NPR Velký a Malý Tisý

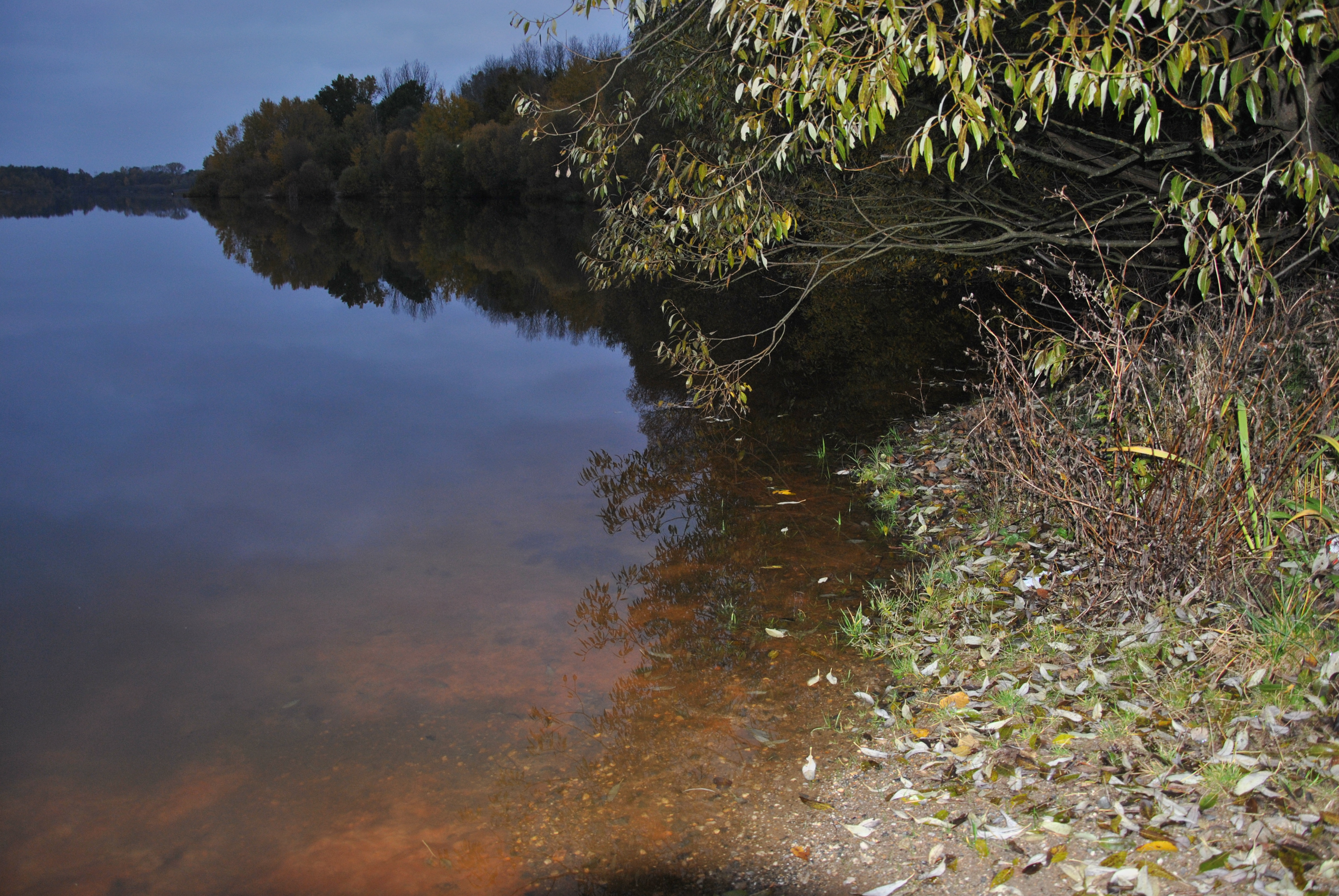
Velký Tisý

Národní přírodní rezervace zde byla vyhlášena v roce 1957. Rozkládá se na ploše 615 ha a jde o jednu z nejvýznamnějších rybničních rezervací v Čechách. Skládá se ze 14 rybníků a mokrých luk, díky kterým zde vznikají četné mokřady s množstvím rostlinných a živočišných druhů. Mezi nejvýznamnější druhy chráněných rostlin, které se v této rezervaci vyskytují patří : masnice vodní, kapradiník bažinný, žebratka bahenní, pupečník obecný, tolije bahenní, plavuň pučivá, všivec lesní, bublinatka prostřední, bazanovec kytkokvětý, hadilka obecná, vemeník dvoulistý, vstavač kukačka.
Díky rybníkům je zde hojnost vodního ptactva, mezi kterým můžeme zahlédnout i ohrožený druh orla mořského. Dále je zde také pochop rákosní, rybák obecný, slavík modráček, moudivláček lužní, luňák hnědý nebo chřástal vodní. Také v mokřadních oblastech sídlí některé druhy ptáků jako je volavka popelavá, ostralka štíhlá, bukač velký nebo labuť velká. Rybník Velký Tisý funguje také jako ptačí shromaždiště. Shromažďují se zde například kachny, husy nebo kormoráni velcí.

### NPR Stará řeka

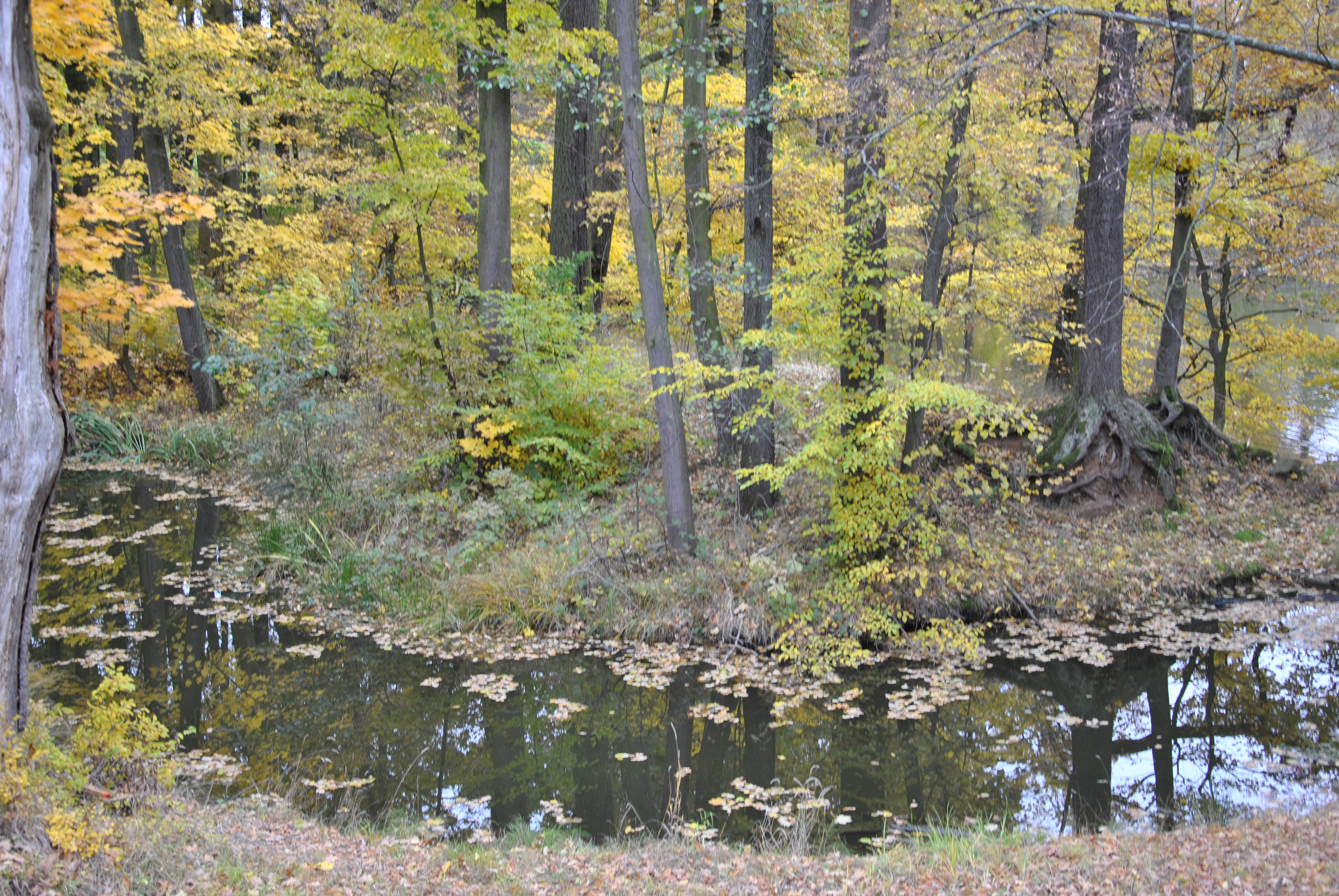
NPR Stará řeka

Vyhlášena v roce 1956 a její rozloha činí 745 ha. Zřízena byla hlavně k ochraně původního koryta řeky Lužnice a jejího okolí. Je zde řada tůní, močálů a také dva rybníky. Příroda zde není původní, ale je od středověku člověkem přetvářená.
Roste zde hlavně blatouch bahenní, bledule jarní, ďáblík bahenní. Mezi vzácné rostliny, které se v rezervaci vyskytují, patří žebratka bahenní, puštička rozprostřená, kosatec žlutý nebo leknín bělostný. Na jihu se vyskytují vzácné porosty statných dubů. Bezobratlí živočichové jsou zastoupeny vzácnými druhy brouků například tesařík obrovský nebo páchník hnědý. Mezi hojné druhy patří bělopásek tavolníkový nebo pavouk lovčík vodní. V močálech se vyskytují některé druhy ptáků jako chřástal vodní, chřástal kropenatý nebo bekasina otavní, žije zde také ledňáček říční, který hnízdí na břehu Lužnice nebo ptáci hnízdící v lesích jako čáp černý, orel mořský nebo jestřáb lesní. Nejdůležitější savec v této rezervaci je vydra říční.

### NPR Červené blato
Rezervace zde byla založena k ochraně přirozeného rostlinného pokryvu rašeliniště v roce 1953. Rašeliniště bylo od roku 1774 do začátku 20. století těženo. Od té doby je zde spousta odvodňovacích stok, které se dnes přehrazují, aby se zde opět držela voda a zůstala tak zachována původní tvářnost tundry a druhová skladba rostlinstva z raně poledového období.
Přirozenými společenstvy rašeliniště jsou porosty borovice blatky a rojovníku bahenního. Hojně se zde také vyskytuje brusnice borůvka, vlochyně bahenní, kyhanka sivolistá, suchopýr pochvatý a klikva bahenní, vzácněji rosnatka okrouhlolistá. Významné jsou i mechorosty, lišejníky a houby. Rezervace je významná hlavně faunou bezobratlých. Vyskytuje se zde například šídlo rašelinné, vážka tmavoskvrnná, píďalička rojovníková, bourec borůvkový, černoproužka březová, píďalka vlnkovaná, přástevník fialkový nebo světlopáska bahenní.
V lesích žijí řady druhů ptáků. Hnízdí zde např. kulíšek nejmenší, čáp černý, jestřáb lesní či jeřábek lesní.

### NPR Žofinka

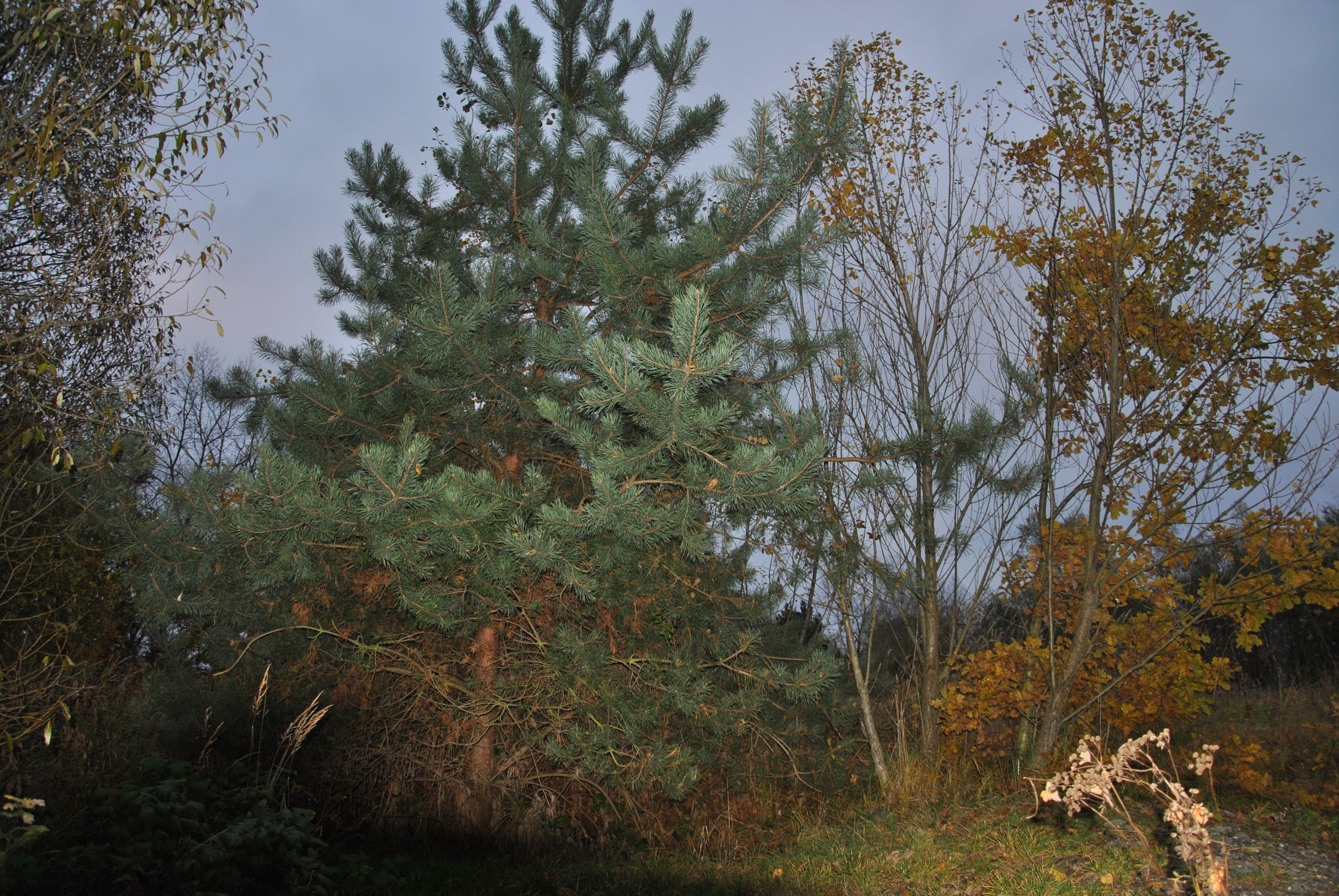
Borovice

Národní přírodní rezervace Žofinka se rozkládá na území přibližně 129 ha. Byla vyhlášena v roce 1975 a je tvořena přechodovým rašeliništěm. Mocnost rašeliny je proměnlivá a dosahuje zde maximálně 4 metrů.
Nejčetnější a nejtypičtější společenstva rostlin pro přechodová rašeliniště, které se zde nacházejí, jsou hlavně porosty borovice blatky a rojovníku bahenního, pak také borůvky černé, vřesu obecného, klikvy bahenní, brusinky obecné, vlochyně bahenní nebo kyhanky sivolisté. Mezi méně početné duhy, které zde rostou, patří borovice lesní, bříza bělokorá nebo také smrk ztepilý.
Z bezobratlých živočichů se zde vyskytují hlavně pavouci nebo brouci jako střevlík nebo drabčíci. Z obratlovců je běžná ještěrka živorodá, čáp černý, jestřáb lesní nebo datel černý.

### NPP Ruda
Zřízena k ochraně rašelinišť. Nejdříve vyhlášena pouze oblast o velikosti 0,5 ha v roce 1950, poté v roce 1991 byla rozšířena až na 14,65 ha a v současnosti se připravuje další rozšíření. Je to slatinné rašeliniště s četnými vývěry podzemní vody s vysokým obsahem železa a významnými společenstvy mokřadních rostlin a živočichů.
Jsou zde cenné rostlinné druhy jako orchidej hlízovec Loeselův, která se vyskytuje jen v této rezervaci, dále také mezi cenné druhy patří ostřice mokřadní, ostřice šlahounovitá, žebratka bahenní nebo kyhanka sivolistá. Mezi typické rostliny patří vachta trojlistá a přeslička poříční s porosty suchopýru štíhlého. Dále se zde vyskytuje vrba rozmarýnolistá, klikva bahenní, ďáblík bahenní, bazanovec kytkokvětý, rosnatka okrouhlolistá, hrotnosemenka bílá, ostřice dvounohá, ostřice dvoumužná, pak také borovice a břízy, které se naházejí spíše v sušších místech. Po těžbě rašeliny se zde utvořila malá jezírka, která jsou hojně zastoupeny bublinatkami. Je zde také významný výskyt mechorostů jako srpnatky fermežové a plstnatce rašelinného.
Fauna je zastoupena významnými druhy jako skokan ostronosý, chřástal vodní, linduška luční, bekasina otavní, vzácný krasec nebo bělopásek tavolníkový. Ze savců hlavně hraboš mokřadní.

### Další chráněná maloplošná území

#### Přírodní rezervace
- Bukové kopce
- Dračice
- Horní Lužnice
- Horusická blata
- Krabonošská niva
- Losí blato u Mirochova
- Meandry Lužnice
- Na Ivance
- Novořecké močály
- Olšina u Přeseky
- Pískový přesyp u Vlkova
- Rašeliniště Hovízna
- Rašeliniště Pele
- Rod
- Ruda u Kojákovic
- Rybníky u Vitmanova
- Staré jezero
- Široké blato
- Trpnouzské blato
- Výtopa Rožmberka
- Záblatské louky

#### Přírodní památky
- Hliníř
- Kozí vršek
- Lhota u Dynína
- Pískovna u Dračice
- Slepičí vršek
- Soví les

#### Evropsky významné lokality
- Cepská pískovna a okolí
- Červené blato
- Hliníř - Ponědrážka
- Lomnický velký rybník
- Lužnice a Nežárka
- Malý Horusický rybník
- Nadějská soustava
- Písečný přesyp u Vlkova
- Purkrabský rybník a Točník
- Ruda
- Široké blato,
- Štičí rybník
- Třeboň
- Třeboň - střed
- Velký a Malý Tisý
- Žofinka
- Žofina Huť

#### Ramsarské lokality
Na seznamu mokřadů mezinárodního významu podle Ramsarské úmluvy jsou zapsány:
- Třeboňské rybníky
- Třeboňská rašeliniště